# Gagnef (Gemeinde)
Koordinaten: 60° 36′ N, 15° 5′ O

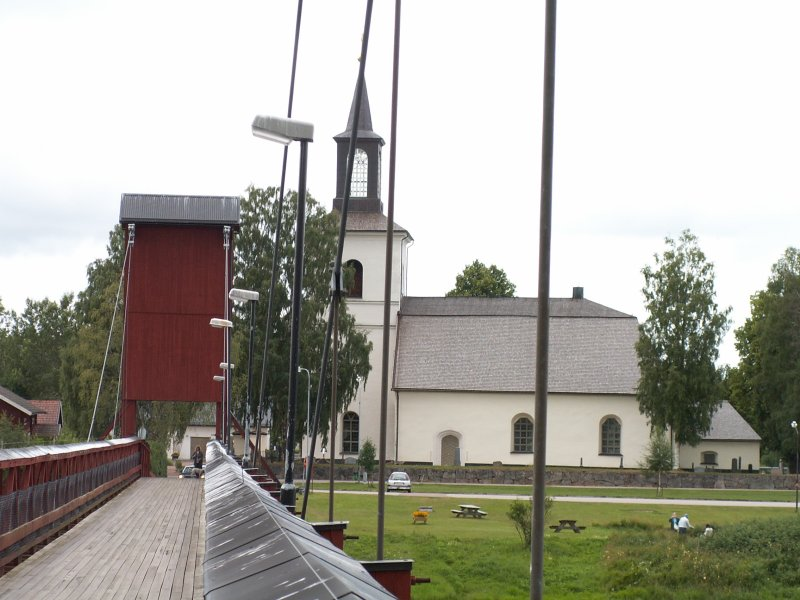
Hängebrücke in Dala-Floda

Gagnef ist eine Gemeinde (schwedisch kommun) in der schwedischen Provinz Dalarnas län und der historischen Provinz Dalarna. Der Hauptort der Gemeinde ist Djurås.

## Geographie
Durch die Gemeinde fließen die Flüsse Västerdalälven, Österdalälven und Dalälven.

## Wirtschaft
Kleinere und mittlere Betriebe überwiegend in der holzverarbeitenden Industrie dominieren die lokale Wirtschaft.

## Orte
Folgende Orte sind Ortschaften (tätorter):
- Björbo
- Bäsna
- Dala-Floda (1978–2008 offiziell Floda)
- Djurås
- Djurmo
- Gagnef
- Mockfjärd
- Sifferbo